# Chris Roberts (Schlagersänger)

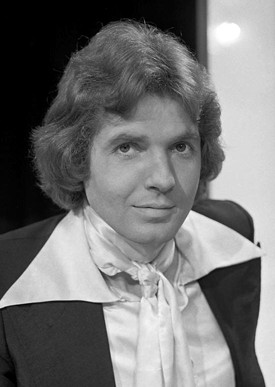
Chris Roberts, 1976

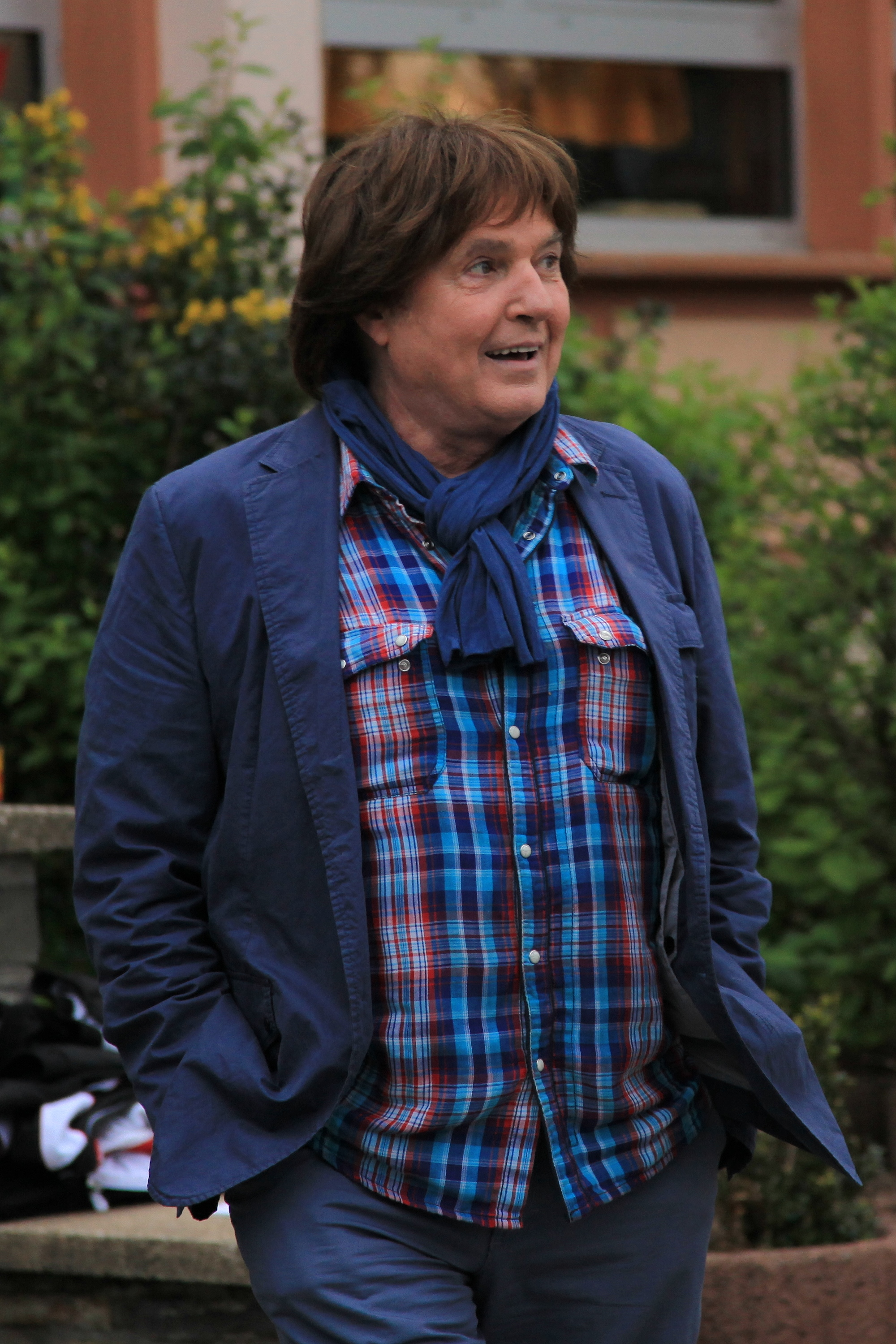
Chris Roberts, 2012

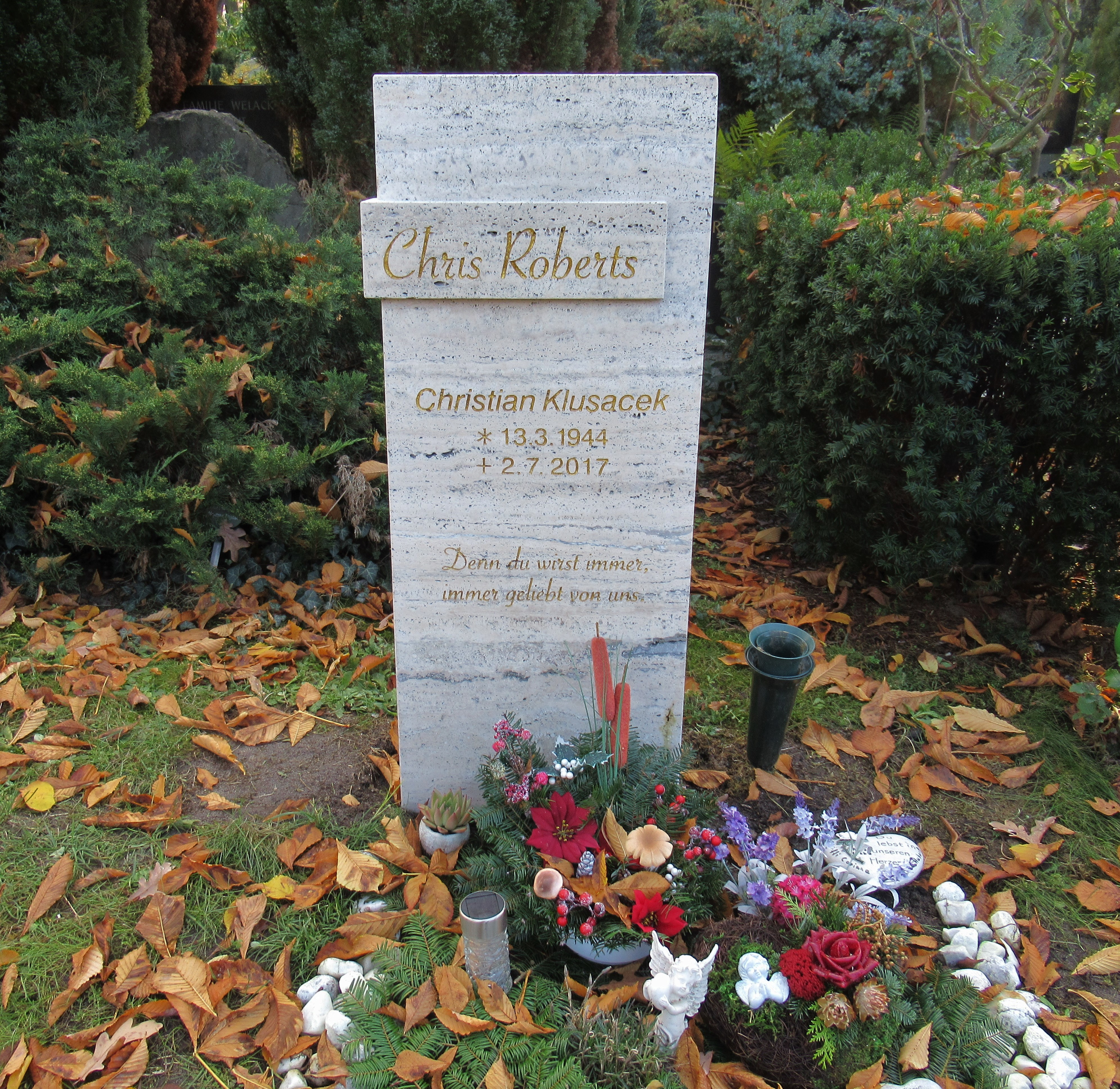
Grabstein für Chris Roberts auf dem Alten St.-Matthäus-Friedhof in Berlin-Schöneberg

Chris Roberts (* 13. März 1944 als Christian Franz Klusáček in München; † 2. Juli 2017 in Berlin) war ein deutscher Sänger und Schauspieler. Er war mit Titeln wie Du kannst nicht immer siebzehn sein einer der erfolgreichsten Schlagersänger der 1970er Jahre sowie Darsteller in Schlagerfilmen und Filmkomödien.

## Privatleben
Roberts wurde 1944 in München als Sohn einer Deutschen und eines Jugoslawen geboren. Da es seiner Mutter in der Zeit des Nationalsozialismus verboten gewesen war, einen Jugoslawen zu heiraten, erhielt Chris Roberts keine deutsche Staatsangehörigkeit. Er war 72 Jahre lang Staatenloser und beantragte erst im April 2016 die deutsche Staatsbürgerschaft, die er im April 2017 erhielt.
Er absolvierte ab 1961 eine Berufsausbildung als Elektromechaniker, ab 1963 besuchte er das Polytechnikum in München mit dem Berufsziel Betriebsingenieur. Als nach sechs Semestern seine erste Platte erschien, setzte er sein Studium zunächst fort, bevor er es aus Zeitgründen beenden musste.
Von 1989 bis 2013 war er mit der Schlagersängerin und Schauspielerin Claudia Roberts verheiratet, mit der er einen Sohn und eine Tochter bekam und die einen Sohn aus erster Ehe mitbrachte. Zuletzt lebte er in Waldbröl. Roberts starb im Alter von 73 Jahren in der Berliner Charité an Lungenkrebs. Sein Grab befindet sich auf dem St.-Matthäus-Kirchhof Berlin.

## Karriere
1964 war Roberts zunächst Schlagzeuger der Rock-’n’-Roll-Band Blue Rockets, die Stücke von Buddy Holly, den Everly Brothers oder Fats Domino nachspielten. 1966 wurde er von Hans Bertram entdeckt, der ihm einen Vertrag bei der Plattenfirma Polydor verschaffte. Seine erste Single, die Beatmusik-Nummer Baby’s Gone, und weitere Titel fanden kaum Aufmerksamkeit. 1968 landete er, noch unter dem Namen Chris Robert, mit dem Schlager Wenn Du mal einsam bist in den deutschen Singlecharts auf Platz 15. Darauf folgten bis 1972 mit Titeln wie Die Maschen der Mädchen, Ich bin verliebt in die Liebe, Hab ich dir heute schon gesagt, daß ich dich liebe und Hab Sonne im Herzen sechs Platzierungen in den Top Ten. In dieser Zeit hatte er zahlreiche Auftritte im Fernsehen, auch in der DDR. Anfang der 1970er Jahre war er auch als Darsteller in mehreren Schlagerfilmen zu sehen.
Als 1973 größere Hits ausblieben, wechselte Roberts zu Jupiter Records. Dort hatte er mit dem Ralph-Siegel-Titel Du kannst nicht immer siebzehn sein den erfolgreichsten Charthit seiner Karriere. Das Stück war 1974 28 Wochen in den deutschen Singlecharts, zwölf Wochen davon in den Top 10 und kletterte bis auf Platz drei. Er wollte diese Erfolge auch in anderen Ländern wiederholen, und so entstanden zum Beispiel Barbara (niederländische Version von Wann liegen wir uns wieder in den Armen Barbara) sowie A mí me gusta la vida (spanische Version von Ich bin verliebt in die Liebe). Trotz zahlreicher weiterer Veröffentlichungen bis in die frühen 1980er Jahre konnte er nicht mehr an diese Erfolge anknüpfen.
Beim Eurovision Song Contest 1985 vertrat Chris Roberts Luxemburg mit dem dreisprachig vorgetragenen Lied Children, Kinder, Enfants als Teil eines Sextetts, zu dem auch Ireen Sheer gehörte; man belegte den 13. Platz. Ab Mitte der 1970er Jahre war Roberts auch Musikproduzent und Liedtexter. 1979 wirkte er in dem Musical Sweet Charity mit.
Roberts verkaufte während seiner Karriere über elf Millionen Tonträger. Mit insgesamt 60 Auftritten war er der zweithäufigste Teilnehmer in der ZDF-Hitparade, nur übertroffen von Roland Kaiser, der es auf insgesamt 67 Auftritte brachte.

## Diskografie

### Studioalben
| Jahr | Titel                               | Höchstplatzierung, Gesamtwochen, AuszeichnungChartplatzierungen (Jahr, Titel, Platzierungen, Wochen, Auszeichnungen, Anmerkungen) | Höchstplatzierung, Gesamtwochen, AuszeichnungChartplatzierungen (Jahr, Titel, Platzierungen, Wochen, Auszeichnungen, Anmerkungen) | Höchstplatzierung, Gesamtwochen, AuszeichnungChartplatzierungen (Jahr, Titel, Platzierungen, Wochen, Auszeichnungen, Anmerkungen) | Anmerkungen                |
| Jahr | Titel                               | DE | AT | CH | Anmerkungen                |
| ---- | ----------------------------------- | --- | --- | --- | -------------------------- |
| 1971 | Die Maschen der Mädchen             | DE30 (12 Wo.)DE | — | — | Erstveröffentlichung: 1970 |
| 1971 | Zum Verlieben                       | DE30 (16 Wo.)DE | — | — | Erstveröffentlichung: 1971 |
| 1972 | Hab’ Sonne im Herzen                | DE18 (12 Wo.)DE | — | — | Erstveröffentlichung: 1972 |
| 1974 | Du kannst nicht immer siebzehn sein | DE19 (24 Wo.)DE | — | — | Erstveröffentlichung: 1974 |

grau schraffiert: keine Chartdaten aus diesem Jahr verfügbar
Weitere Studioalben
- 1971: Chris Roberts
- 1972: Love Me
- 1973: Eine Freude vertreibt 100 Sorgen
- 1974: Ein paar schöne Stunden
- 1975: Ich mach' ein glückliches Mädchen aus dir
- 1976: Du wirst wieder tanzen geh’n
- 1976: Herzlichst, Chris Roberts
- 1976: Kommst Du zu mir heute abend – Eine romantische Party mit Chris Roberts
- 1976: Dezember – Fröhliche Weihnachtszeit mit Chris Roberts
- 1977: Wann liegen wir uns wieder in den Armen
- 1978: CR
- 1980: Chris & Friends
- 1980: Denk' daran, ich brauche Dich
- 1982: …und dafür Dankeschön
- 1984: Hautnah
- 1994: Traumluftballon (mit Claudia Roberts und den Glückskindern)
- 1996: Diese wunderbaren Jahre – 30 Jahre Chris Roberts (Neuaufnahmen früherer Erfolge und ein neuer Titel)
- 1997: Vergiss die Liebe nicht (mit Claudia Roberts)
- 2002: Momente

### Mitwirkung
- 1968: Eine Runde Polydor
- 1968: Die Blume von Hawaii
- 1988: 15 Jaar Dennie Christian (Duett Nederland Zingen)
- 1998: … und jetzt alle! (Medley Verliebt in die Liebe)

### Werkausgaben
- 2016: Originale 2 auf 1 (Original-Alben Zum Verlieben und Hab' Sonne im Herzen als CD)
- 2021: Big Box – Legendäre Original-Alben (4-CD-Set mit 7 Original-Alben und 14 Bonustracks)

### Kompilationen (Auswahl)
- 1972: Die großen Erfolge
- 1972: Verliebt in die Liebe
- 1972: Die Maschen der Mädchen
- 1973: Wenn jeder Tag ein Sonntag wär… (mit Ireen Sheer)
- 1978: 10 Jahre Erfolge
- 1995: Hinter den Wolken ist immer Sonnenschein
- 2000: Dezember (Neuauflage der Weihnachts-LP von 1976)
- 2004: Von allem das Beste

### Singles
| Jahr | Titel Album                                             | Höchstplatzierung, Gesamtwochen, AuszeichnungChartplatzierungen (Jahr, Titel, Album, Platzierungen, Wochen, Auszeichnungen, Anmerkungen) | Höchstplatzierung, Gesamtwochen, AuszeichnungChartplatzierungen (Jahr, Titel, Album, Platzierungen, Wochen, Auszeichnungen, Anmerkungen) | Höchstplatzierung, Gesamtwochen, AuszeichnungChartplatzierungen (Jahr, Titel, Album, Platzierungen, Wochen, Auszeichnungen, Anmerkungen) | Anmerkungen                                          |
| Jahr | Titel Album                                             | DE | AT | CH | Anmerkungen                                          |
| ---- | ------------------------------------------------------- | --- | --- | --- | ---------------------------------------------------- |
| 1968 | Wenn Du mal einsam bist –                               | DE15 (10 Wo.)DE | — | — | Erstveröffentlichung: 11. März 1968 als Chris Robert |
| 1969 | Die Maschen der Mädchen –                               | DE8 (25 Wo.)DE | — | — | Erstveröffentlichung: 15. Dezember 1969              |
| 1970 | Ein Mädchen nach Maß –                                  | DE5 (23 Wo.)DE | — | — | Erstveröffentlichung: 1. Juni 1970                   |
| 1970 | Ich bin verliebt in die Liebe –                         | DE3 (26 Wo.)DE | AT12 (12 Wo.)AT | — | Erstveröffentlichung: 9. November 1970               |
| 1971 | Mein Name ist Hase –                                    | DE10 (18 Wo.)DE | — | — | Erstveröffentlichung: 26. April 1971                 |
| 1971 | Hab’ ich Dir heute schon gesagt, dass ich Dich liebe? – | DE3 (24 Wo.)DE | — | CH6 (12 Wo.)CH | Erstveröffentlichung: 27. September 1971             |
| 1972 | Hab’ Sonne im Herzen –                                  | DE9 (17 Wo.)DE | — | — | Erstveröffentlichung: 13. März 1972                  |
| 1972 | Love Me –                                               | DE21 (11 Wo.)DE | — | — | Erstveröffentlichung: 28. August 1972                |
| 1972 | Mein Schatz, Du bist ’ne Wucht! –                       | DE12 (22 Wo.)DE | AT20 (4 Wo.)AT | — | Erstveröffentlichung: 18. Dezember 1972              |
| 1973 | Eine Freude vertreibt 100 Sorgen –                      | DE29 (7 Wo.)DE | — | — | Erstveröffentlichung: 23. April 1973                 |
| 1973 | Warum –                                                 | DE22 (12 Wo.)DE | — | — | Erstveröffentlichung: 30. Juli 1973                  |
| 1973 | Marlena –                                               | DE16 (12 Wo.)DE | — | — | Erstveröffentlichung: 5. November 1973               |
| 1974 | Du und ich allein –                                     | DE38 (2 Wo.)DE | — | — | Erstveröffentlichung: 21. Januar 1974                |
| 1974 | Du kannst nicht immer siebzehn sein –                   | DE3 (28 Wo.)DE | AT10 (16 Wo.)AT | — | Erstveröffentlichung: 25. Februar 1974               |
| 1974 | Ich mach’ ein glückliches Mädchen aus Dir –             | DE20 (14 Wo.)DE | — | — | Erstveröffentlichung: 7. Oktober 1974                |
| 1975 | Mit Liebe durch den Winter –                            | DE40 (4 Wo.)DE | — | — | Erstveröffentlichung: 27. Januar 1975                |
| 1975 | Du wirst wieder tanzen geh’n –                          | DE38 (4 Wo.)DE | — | — | Erstveröffentlichung: 26. Mai 1975                   |
| 1975 | Du, sag’ einfach du –                                   | DE31 (15 Wo.)DE | — | — | Erstveröffentlichung: 29. September 1975             |
| 1976 | Do You Speak English? –                                 | DE14 (16 Wo.)DE | — | — | Erstveröffentlichung: 17. Mai 1976                   |
| 1976 | Hier ist ein Zimmer frei –                              | DE39 (6 Wo.)DE | — | — | Erstveröffentlichung: 13. September 1976             |
| 1977 | Wann liegen wir uns wieder in den Armen, Barbara –      | DE11 (12 Wo.)DE | — | — | Erstveröffentlichung: 12. Dezember 1977              |
| 1978 | Du bist mein Mädchen –                                  | DE31 (15 Wo.)DE | AT24 (4 Wo.)AT | — | Erstveröffentlichung: 15. Mai 1978                   |
| 1978 | Ich tausch den Sommer gegen 7 Tage Regen –              | DE38 (6 Wo.)DE | — | — | Erstveröffentlichung: 6. November 1978               |
| 1980 | Wo warst Du? –                                          | DE26 (15 Wo.)DE | — | — | Erstveröffentlichung: 21. Juli 1980                  |

grau schraffiert: keine Chartdaten aus diesem Jahr verfügbar

### Weitere Singles (Auswahl)
als Chris Robert
- Baby’s Gone / Anytime (1966)
- Welchen Weg soll ich gehen / Gib mir eine Chance (1967)
- Nur die Liebe ist gut (1968)

als Chris Roberts
- Choo Choo Train / Seit ich dich gesehen (1968)
- Der große Hit / Unser Geheimnis geht niemand was an (1969)
- Vorbei, vorbei (1969)
- Du bist nicht mit Gold zu bezahlen (1970)
- Dein Teddybär (1970)
- Deine Schokoladenseite (1971)
- Ich bin so happy (1971)
- Eine Fuge von Bach (1972)
- Genauso wie du (1972)
- Ich weiß, wo die Liebe wohnt (1972)
- Du ahnst es nicht (1972)
- Ein Sonntag im Englischen Garten (1974)
- Man soll die Feste feiern, wie sie fallen (1974)
- Chiquita Ho / Kesse Küsse (1974)
- Komm, leg Deinen Kopf an meine Schulter (1979)
- Hals über Kopf verliebt (1979)
- Easy Hours / Ride on a Rainbow (Chris & Friends) (1980)
- Hörst Du, sie spielen unser Lied (1981)
- Wir liegen im Gras / Perlen im Champagner (1981)
- Allein (1981)
- Mensch Mausi (1982)
- Ich bin an Deiner Seite (1983)
- Fantasia (1984)
- La La La Song (1985)
- So wie du (1986)
- Ich vermiss’ Dich (mit Claudia Roberts, 1990)
- Traumluftballon (mit Claudia Roberts und den Glückskindern, 1994)
- Sommer, Sonne, Urlaub (Dip Dap) (mit Claudia Roberts, 1997)
- Manchmal trocknen Tränen eben langsam (mit Claudia Roberts, 1997)
- Wenn Du fühlst, was ich fühl’ (2002)
- Mein Freund (2003)
- Was du jetzt nicht siehst (2012)

## Filmografie
- 1970: Wenn die tollen Tanten kommen
- 1970: Unsere Pauker gehen in die Luft
- 1970: Musik, Musik – da wackelt die Penne
- 1971: Tante Trude aus Buxtehude
- 1971: Rudi, benimm dich!
- 1971: Hochwürden drückt ein Auge zu
- 1972: Meine Tochter – deine Tochter
- 1972: Immer Ärger mit Hochwürden
- 1972: Mensch ärgere dich nicht
- 1973: Wenn jeder Tag ein Sonntag wär
- 1983: Sunshine Reggae auf Ibiza
- 1992: Die Zwillingsschwestern aus Tirol (Fernsehfilm)
- 1993: Almenrausch und Pulverschnee (Fernsehserie, 8 Folgen)

## Auszeichnungen
- 1970: Goldene Europa
- 1971: Bravo Otto in Gold
- 1972: Bravo Otto in Gold (Jahresanfang)
- 1972: Bravo Otto in Silber (Jahresende)
- 1975: Goldene Europa
- 1981: Goldene Stimmgabel
- 1984: Goldene Stimmgabel
- 1985: Goldene Stimmgabel